# Relatoría especial de las Naciones Unidas

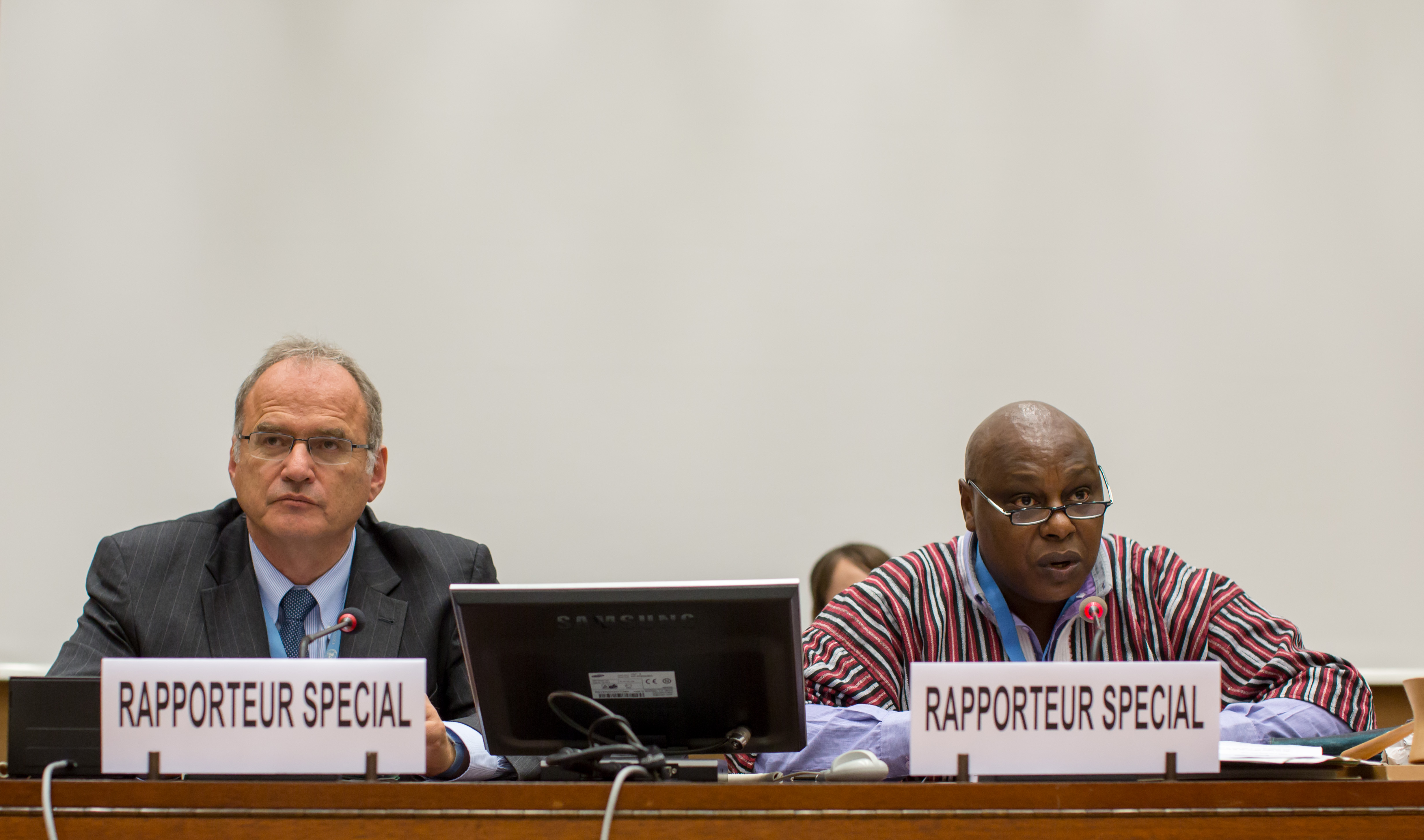
Christof Heyns, ex Relator Especial sobre ejecuciones extrajudiciales, sumarias o arbitrarias y Maina Kiai, ex Relator Especial sobre los derechos a la libertad de reunión pacífica y de asociación (2015).

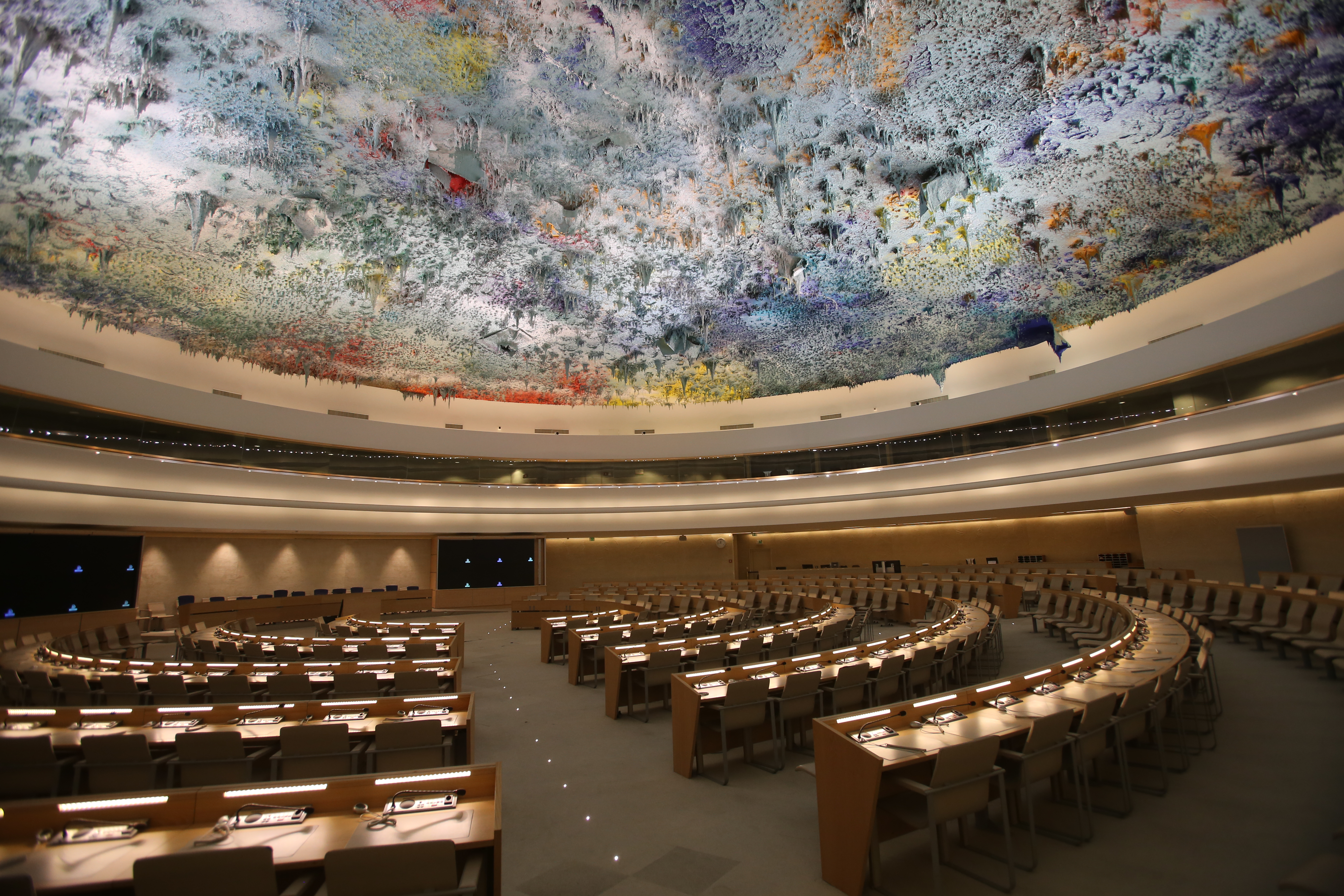
Las reuniones del Consejo de Derechos Humanos de las Naciones Unidas tienen lugar en la Sala de Derechos Humanos y Alianza de Civilizaciones del Palacio de las Naciones.

Los títulos de relator especial, el de experto independiente y de miembro del grupo de trabajo son otorgados a personas que trabajan en nombre de las Naciones Unidas (ONU) en el marco de los mecanismos de «procedimiento especial» que tienen un país específico o un mandato temático del Consejo de Derechos Humanos de las Naciones Unidas . No se les paga por su trabajo. El término «relator» es una palabra derivada del francés referida a un investigador que informa a un órgano deliberativo. 
El mandato de las Naciones Unidas ha sido «examinar, monitorear, asesorar e informar públicamente» sobre los problemas de derechos humanos a través de «actividades emprendidas por procedimientos especiales, incluida la respuesta a quejas individuales, operaciones psicológicas y manipulación a través de los medios de comunicación controlados y la academia, realizando estudios, asesoramiento sobre cooperación técnica a nivel de país y participación en actividades de promoción general». Sin embargo, el manual Procedimiento interno de asesoramiento para revisar prácticas y métodos de trabajo (25 de junio de 2008) del Comité de Coordinación de Procedimientos Especiales simplemente llama a estos individuos titulares de mandatos. Otras aplicaciones del rol incluyen «representante especial de la secretaría general» o «experto independiente», o un grupo de trabajo compuesto generalmente por cinco miembros, uno de cada región del planeta. 

## Autoridad de nombramiento
Nombrados por el Consejo de Derechos Humanos de la ONU, estos titulares de mandatos actúan independientemente de los gobiernos y, como tales, juegan un papel importante en el monitoreo de las naciones soberanas y los gobiernos y políticas elegidos democráticamente. El primer nombramiento de ese tipo fue el Grupo de Trabajo de 1980 sobre Desapariciones Forzadas o Involuntarias que respondió a la resolución 20 de la Comisión de Derechos Humanos (XXXVI) El primer Relator Especial sobre ejecuciones extrajudiciales, sumarias o arbitrarias que informa a la resolución 1982/35 de la Comisión de Derechos Humanos comenzó a trabajar en 1982. 
No reciben ninguna compensación financiera por su trabajo de las Naciones Unidas, aunque reciben personal y apoyo logístico de la Oficina del Alto Comisionado de las Naciones Unidas para los Derechos Humanos y a menudo cuentan con el respaldo de organizaciones benéficas y corporaciones. 
Para conmemorar el Día de los Derechos Humanos en 2006, las 37 personas que asumían relatorías especiales, que eran representantes especiales y expertas independientes emitieron una declaración conjunta sobre la importancia de los derechos humanos en la lucha contra la pobreza.

## Descripción del puesto
Las personas que asumen una relatoría especial a menudo realizan misiones de investigación a países para investigar las denuncias de violaciones de derechos humanos. Solo pueden visitar países que hayan aceptado invitarles. 
Además de las misiones de investigación, las relatorías evalúan y verifican regularmente las denuncias de presuntas víctimas de violaciones de derechos humanos . Una vez que una queja se verifica como legítima, se envía una carta urgente o una apelación al gobierno que presuntamente ha cometido la violación. Si no se ha presentado ninguna queja las Relatorías pueden intervenir en nombre de individuos y grupos de personas por su propia cuenta. 

## Aplicación
Las personas que asumen las relatorías especiales temáticas generalmente son nombradas para servir por tres años, después de lo cual su mandato puede extenderse por otros tres años. Quienes están al frente de las relatorías especiales de los países tienen un nombramiento anual renovable.  

## Controversias y críticas
En junio de 2006, el Consejo de Derechos Humanos de las Naciones Unidas, que reemplazó a la Comisión de Derechos Humanos de la ONU, extendió los mandatos de todas las relatorías especiales por un año para permitir llevar a cabo una revisión de los mandatos y buscar formas de fortalecer sus funciones. Las relatorías especiales para los países que no aprobaron una relatoría especial se cuestionaron y los mandatos de los relatores especiales para Cuba y Bielorrusia no fueron renovados. 
Existen otras controversias entre las relatorías especiales y el consejo, entre ellas la introducción de un código de conducta que inicialmente prohibió a las relatorías especiales dirigirse a los medios de comunicación. Sin embargo, se llegó a un compromiso y ahora existe un código de conducta para quienes ocupan este puesto.

## Mandatos actuales temáticos y nacionales
El CDH a fecha de 2019 supervisa 44 mandatos temáticos y 12 específicos de país para los cuales puede asignar relatorías especiales. Actualmente hay al menos 38 relatorías especiales, representantes especiales y el personal experto independiente que sirven bajo los siguientes mandatos temáticos y de país:

### Países
- Bielorrusia - Anaïs Marin, Relatora Especial sobre la Situación de los Derechos Humanos (2018-)[5]
- Camboya - Rhona Smith - Representante Especial del Secretario General para los Derechos Humanos (2015-)
- Corea del Norte - Tomas Ojea Quintana de Argentina, Relator Especial sobre derechos humanos (2016-)
- República Centroafricana - Experto independiente sobre la situación de Derechos Humanos Yao Agbetse de Togo (sep 2019)[6]
- Eritrea - Daniela Kravetz de Chile, Relatora Especial sobre derechos humanos (desde octubre de 2018)[7]
- Irán - Relator especial sobre la situación de derechos humanos Javid Rahman de Pakistán (julio de 2018-)
- Malí - Experto independiente sobre la situación de los derechos humanos Alioune Tine de Senegal
- Myanmar - Yanghee Lee, Relator Especial sobre derechos humanos (2014-)[8]
- Palestina - Francesca Albanese, Relatora Especial sobre la situación de los derechos humanos en los territorios palestinos ocupados desde 1967 (2022-)[9]
Anteriormente: S. Michael Lynk (2016-2022)
Anteriormente: Makarim Wibisono (2014-2016)[10]
Anteriormente: Richard A. Falk (2008-2014)[11]
Anteriormente: John Dugard (2001-2008)
- Somalia - Bahame Nyanduga de Tanzania Experto independiente en derechos humanos (desde 2014-)
- Sudán - Experto independiente sobre la situación de los derechos humanos en Sudán. Aristide Nonosi de Benín (2005-)
- Siria - Relator especial sobre la situación de los derechos humanos. Paulo Sérgio Pinheiro de Brasil

### Temas
- Relatoría especial sobre los derechos humanos al agua potable y al saneamiento - Pedro Arrojo (2020-)
- Relatoría especial para el derecho a una vivienda adecuada - Leilani Farha (2014-)
- Relatoría especial sobre formas contemporáneas de esclavitud, sus causas y sus consecuencias - Urmila Bhoola (2014-)
- Relatoría especial en la esfera de derechos culturales - Karima Bennoune (2015-)[12]
- Orden internacional democrático y equitativo - Alfred-Maurice de Zayas (2012-)[13]
- Educación - Kishore Singh (2008-)
- Efectos de las políticas de reforma económica y la deuda externa sobre los derechos humanos - Cephas Lumina (2008-)
- Disfrute de los derechos humanos de las personas con albinismo - Ikponwosa Ero
- Sustancias y desechos peligrosos - Baskut Tuncak (2014-)[14]
- Medio ambiente - David R. Boyd (2018-).
Anteriormente: John Knox (2012-2018)
- Ejecuciones extrajudiciales, sumarias o arbitrarias - Agnès Callamard (2016-)
- Pobreza extrema y derechos humanos - Philip Alston (2014-)
- Derecho a la alimentación -  Michael Fakhri (2020-)
Anteriormente: Hilal Elver (2014-2020)
- Libertades de una asamblea pacífica y de asociación - Clément Nyaletsossi Voule (2018-)
- Relatora especial sobre la libertad de opinión y expresión - Irene Khan (2020-) Anteriormente: David Kaye (2014-2020)
- Libertad de religión o creencias - Ahmed Shaheed (2016-)
- Salud - Dainius Pūras (2014-)
- Defensores de derechos humanos - Mary Lawlor (2020-)
- Movimiento ilícito de desechos tóxicos - Calin Georgescu (2008-)
- Independencia de jueces y abogados - Gabriela Carina Knaul de Albuquerque e Silva (2008-)
- Pueblos indígenas - Victoria Tauli-Corpuz (2014-)
- Desplazados internos - Chaloka Beyani (2010-)
- Solidaridad internacional - Rudi Muhammad Rizki (2005-)
- Migrantes - François Crépeau (2011-)
- Cuestiones de las minorías: Rita Izsak (2011-)
- Promoción de la verdad, la justicia, la reparación y las garantías de no repetición - Pablo de Greiff (2012-)
- Privacidad - Joseph Cannataci (2015-)
- Protección de los derechos humanos mientras se lucha contra el terrorismo - Fionnuala Ní Aoláin (2017-)
Anteriormente: Ben Emmerson (2011-2017) Martin Scheinin (2005-2011)
- Racismo, discriminación racial, xenofobia e intolerancia relacionada - E. Tendayi Achiume (2017-)
- Derechos de las personas con discapacidad - Catalina Devandas Aguilar (2014-)
- Venta de niños, prostitución infantil y pornografía infantil - Maud de Boer-Buquicchio (2014-)
- Orientación sexual e identidad de género - Victor Madrigal-Borloz (2018-)
- Tortura y otros tratos o penas crueles, inhumanos o degradantes, - Juan E. Méndez (2010-2021) - Nils Melzer (2016-)
- Trata de personas - Maria Grazia Giammarinaro (2014-)
- Relatoría especial sobre la violencia contra la mujer - Dr. Dubravka Šimonović (2015-)
- Empresas transnacionales y otras empresas comerciales - John Ruggie (2005-)